# جامعة ميكولايف الوطنية
جامعة ميكولايف الوطنية مؤسسة تعليم عالي أوكرانية، (بالأوكرانية: Миколаївський національний університет імені В. О. Сухомлинського) هي جامعة تقع في ميكولايف أوبلاست، أوكرانيا. تأسست هذه الجامعة في سنة 1913